# Hoplitimyia bellardii
Hoplitimyia bellardii är en tvåvingeart som beskrevs av Norman E. Woodley 2001. Hoplitimyia bellardii ingår i släktet Hoplitimyia och familjen vapenflugor. Inga underarter finns listade i Catalogue of Life.